# Esteban Matus
Esteban Patricio Matus Castro (Santiago, Chile; 12 de febrero de 2002) es un futbolista chileno. Juega de lateral izquierdo y su equipo actual es Audax Italiano de la Primera División de Chile.

## Trayectoria
Oriundo de Santiago, se unió a las divisiones inferiores de Audax Italiano.Tras ser ascendido al primer equipo por Ronald Fuentes, debuta con el primer equipo audino el 7 de febrero de 2022 ante Ñublense.Tras  obtener regularidad durante la temporada 2023, en febrero de 2024 es anunciada su cesión a Unión La Calera de la Primera División por toda la temporada 2024.
Tras 18 partidos, en junio de 2024 se rescinde su cesión con el equipo calerano, regresando a Audax Italiano.

## Selección nacional

### Selecciones juveniles
En 2024 fue nominado por Nicolás Córdova para el Preolímpico Sudamericano Sub-23 de 2024.En dicha competición jugó 17 minutos, durante la derrota del equipo chileno ante su similar de Argentina por 0-5.

#### Participaciones en Sudamericanos
| Campeonato                              | Sede      | Resultado    | Partidos | Goles |
| --------------------------------------- | --------- | ------------ | -------- | ----- |
| Preolímpico Sudamericano Sub-23 de 2024 | Venezuela | Primera fase | 1        | 0     |

### Selección adulta
En febrero de 2025, fue convocado por Ricardo Gareca para la Selección chilena con vistas a los partidos amistosos ante la selección de Panamá.

## Estadísticas

### Clubes
| Club                    | Div.          | Temporada     | Liga  | Liga  | Copas nacionales | Copas nacionales | Torneos | Torneos | Total | Total |
| Club                    | Div.          | Temporada     | Part. | Goles | Part.            | Goles            | Part.   | Goles   | Part. | Goles |
| ----------------------- | ------------- | ------------- | ----- | ----- | ---------------- | ---------------- | ------- | ------- | ----- | ----- |
| Audax Italiano · Chile  | 1.ª           | 2022          | 6     | 0     | —                | —                | 0       | 0       | 6     | 0     |
| Audax Italiano · Chile  | 1.ª           | 2023          | 28    | 0     | 3                | 0                | 7       | 0       | 38    | 0     |
| Unión La Calera · Chile | 1.ª           | 2024          | 13    | 0     | —                | —                | 5       | 0       | 18    | 0     |
| Unión La Calera · Chile | Total club    | Total club    | 13    | 0     | 0                | 0                | 5       | 0       | 18    | 0     |
| Audax Italiano · Chile  | 1.ª           | 2024          | 12    | 0     | —                | —                | —       | —       | 12    | 0     |
| Audax Italiano · Chile  | 1.ª           | 2025          | 2     | 1     | 1                | 1                | —       | —       | 3     | 2     |
| Audax Italiano · Chile  | Total club    | Total club    | 48    | 1     | 4                | 1                | 7       | 0       | 59    | 2     |
| Total carrera           | Total carrera | Total carrera | 61    | 1     | 4                | 1                | 12      | 0       | 77    | 2     |
| 1. 2.                   |               |               |       |       |                  |                  |         |         |       |       |